# Florentino Fernández
Florentino Fernández Román, surnommé Flo, né le 9 novembre 1972 à Sacedón (Guadalajara, Espagne) est un acteur, humoriste et présentateur espagnol.

## Biographie

### Carrière à la télévision
Florentino Fernández travaille comme surveillant de sécurité avant des programmes télévisés comme Esta noche cruzamos el Mississippi ou La Sonrisa del Pelícano avec Pepe Navarro, où il pastiche Chiquito de la Calzada et crée de nouveaux personnages comme Lucas Grijánder ou Krispín Klander.
Il continue à travailler à la télévision pour des programmes comme « El informal » comme présentateur; « Siete Vidas », comme acteur; ou « El Club de la Comedia », comme récitant.

### Doublage et acteur
Il double Mike Myers dans les films Austin Powers 2 : L'Espion qui m'a tirée et Austin Powers dans Goldmember, et participe à l'œuvre théâtrale « 5hombres.com » comme récitant.
En tant qu’acteur cinématographique, il commence avec des films comme « El oro de Moscú » ou  « Una de zombis », il fait des cameos pour Torrente 2 et Torrente 3 et il a son premier rôle principal au côté de Santiago Segura, dans le film Isi/Disi, Amor a lo Bestia.

## Filmographie
- 2006 :
  - Isi/Disi, Alto Voltaje de Miguel Ángel Lamata comme Disi
- 2005 :
  - Robots de Chris Wedge et Carlos Saldanha comme Manivela (voix).
  - Torrente 3 de Santiago Segura comme Hombre del lavabo.
  - Vaillant, pigeon de combat ! de Gary Chapman comme Bugsy (voix).
- 2004 :
  - Isi/Disi de Chema de la Peña comme Disi.
- 2003 :
  - Una de zombis de Miguel Ángel Lamata comme Zombi Incompetente.
  - El oro de Moscú de Jesús Bonilla.

## Théâtre
- 5hombres.com 2003

## Télévision

### Acteur
- 7 vidas - Telecinco comme Félix Gimeno Huete
- La Sonrisa del Pelícano 1997 - Antena 3  comme Lucar Grijander y Kripín Klander
- Esta noche cruzamos el Mississippi 1995 -  Telecinco ídem
- Espejo secreto 1997 - TVE

### Présentateur
- El club de Flo 2006 - La Sexta
- Planeta finito 2006 - La Sexta
- Splunge 2005 TVE
- UHF 2003 - Antena 3
- El Show de Flo 2002 - TVE
- El Club de la Comedia 1999 - Canal+
- El Informal 1999 - Telecinco

## Prix et nominations
| Prix                | An   | Catégorie                                   | Film           | Résultat   |
| ------------------- | ---- | ------------------------------------------- | -------------- | ---------- |
| Premios ATV         | 2002 | Comunicador de Programas de Entretenimiento | El Show de Flo | Nomination |
| Antena de Oro       | 2002 | Televisión                                  | El Show de Flo | Gagnant    |
| Fotogramas de Plata | 2001 | Actor de TV                                 | 7 vidas        | Nomination |
| TP de Oro           | 2000 | Revelación                                  | El informal    | Gagnant    |